# St. Marys (Iowa)
St. Marys – miasto w Stanach Zjednoczonych, w stanie Iowa, w hrabstwie Warren. Zgodnie ze spisem statystycznym z 2000 roku, miasto liczyło 134 mieszkańców.